# 真金町
真金町（まがねちょう）は、神奈川県横浜市南区の町名。現行行政地名は真金町。ただし「字丁目」として1丁目と2丁目があり、通常は丁目まで表示する。住居表示未実施区域。面積は0.084平方キロメートル。

## 地理

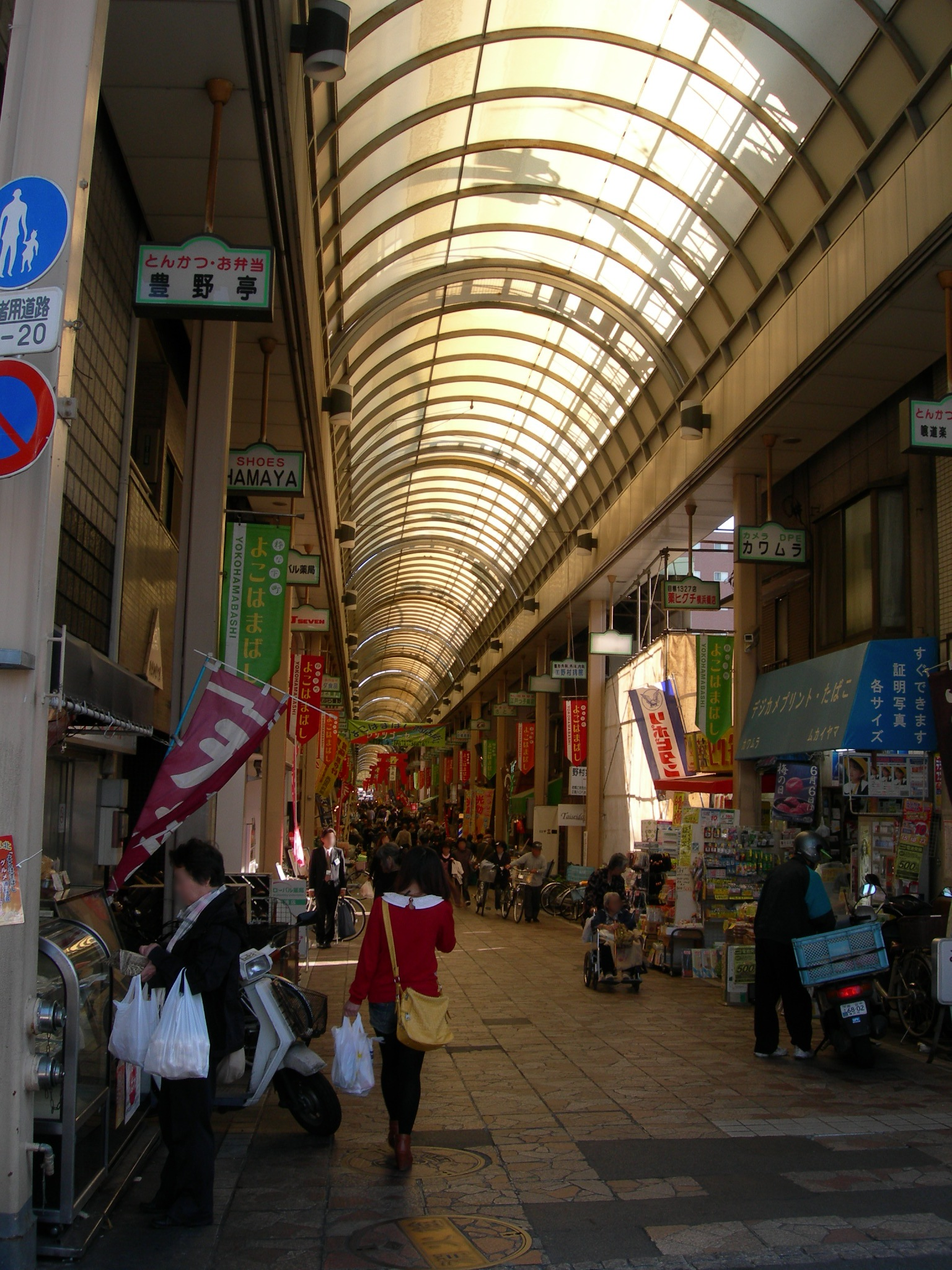
横浜橋商店街

横浜市南区東北部に位置する。北で中区弥生町、東で永楽町、南で万世町、南西で浦舟町、西で白妙町・高根町と隣接する。横浜の中心市街地を貫く大通り公園に隣接する一帯で、売春禁止法が施行された昭和33年（1958年）まで真金町遊廓を擁した旧赤線地帯で、同様に遊廓があった隣接する永楽町と併せて「永真遊廓街」と呼ばれることもあった。

## 歴史
元々は吉田新田字南三ツ目で、明治初期から市街化された。
明治13年（1880年）、火災により焼失した高島町遊廓が当地へ移転し、赤線廃止まで遊廓街として存続した。
遊廓転入後に富士見町・山田町（共に明治5年に起立）の一部から真金町が分立した。
明治22年（1889年）の市町村制施行の際、横浜市に編入（当時は中区）。昭和18年（1943年）12月1日の南区新設に伴い、中区から編入される。
赤線廃止後、性風俗は以前からの「青線地帯」であった黄金町の特殊飲食店街や、接収解除後の福富町で興った特殊浴場街に主役が移り、更に昭和末期からは都市計画の規制の隙間をくぐり抜けてファッションヘルス等の風俗店が乱立した曙町が横浜一の風俗街となっている。
曙町に隣接する真金町は逆に「横浜橋商店街」を擁する下町の住宅街に変貌し、赤線当時の建物も年月の経過につれて建て替えが進み、マンション・ビルが立ち並ぶなど名残はほぼ無くなっている。だが、碁盤の目になった区画や大鷲（おおとり）神社などの存在がかつての面影を偲ばせている。現在は外部から移入してきたラブホテルが4 - 5軒営業している程度で、性風俗産業とはほぼ無縁である。
2022年（令和4年）11月1日、神奈川県は真金町2丁目を県暴力団排除条例に基づいて暴力団排除特別強化地域に指定した。

## 世帯数と人口
2025年（令和7年）6月30日現在（横浜市発表）の世帯数と人口は以下の通りである。
| 丁目        | 世帯数    | 人口    |
| ----------- | --------- | ------- |
| 真金町1丁目 | 998世帯   | 1,417人 |
| 真金町2丁目 | 1,416世帯 | 1,917人 |
| 計          | 2,414世帯 | 3,334人 |

### 人口の変遷
国勢調査による人口の推移。
| 年                 | 人口  |
| ------------------ | ----- |
| 1995年（平成7年）  | 2,444 |
| 2000年（平成12年） | 2,535 |
| 2005年（平成17年） | 2,653 |
| 2010年（平成22年） | 2,712 |
| 2015年（平成27年） | 2,962 |
| 2020年（令和2年）  | 3,118 |

### 世帯数の変遷
国勢調査による世帯数の推移。
| 年                 | 世帯数 |
| ------------------ | ------ |
| 1995年（平成7年）  | 1,336  |
| 2000年（平成12年） | 1,538  |
| 2005年（平成17年） | 1,589  |
| 2010年（平成22年） | 1,694  |
| 2015年（平成27年） | 1,835  |
| 2020年（令和2年）  | 2,026  |

## 学区
市立小・中学校に通う場合、学区は以下の通りである（2024年11月時点）。
| 丁目        | 番地 | 小学校               | 中学校                 |
| ----------- | ---- | -------------------- | ---------------------- |
| 真金町1丁目 | 全域 | 横浜市立南吉田小学校 | 横浜市立横浜吉田中学校 |
| 真金町2丁目 | 全域 | 横浜市立南吉田小学校 | 横浜市立横浜吉田中学校 |

## 事業所
2021年（令和3年）現在の経済センサス調査による事業所数と従業員数は以下の通りである。
| 丁目        | 事業所数  | 従業員数 |
| ----------- | --------- | -------- |
| 真金町1丁目 | 93事業所  | 427人    |
| 真金町2丁目 | 84事業所  | 713人    |
| 計          | 177事業所 | 1,140人  |

### 事業者数の変遷
経済センサスによる事業所数の推移。
| 年                 | 事業者数 |
| ------------------ | -------- |
| 2016年（平成28年） | 189      |
| 2021年（令和3年）  | 177      |

### 従業員数の変遷
経済センサスによる従業員数の推移。
| 年                 | 従業員数 |
| ------------------ | -------- |
| 2016年（平成28年） | 1,085    |
| 2021年（令和3年）  | 1,140    |

## 交通
横浜市営地下鉄ブルーラインが北部の地下を通るが、駅は設置されていない。隣接する高根町に所在する阪東橋駅が利用できる。

## 施設
- 南警察署真金町交番
- 金刀比羅・大鷲神社
- 横浜橋通商店街

## 出身人物
- 桂歌丸 - 落語家。生家が遊廓で、生涯を通じて真金町に居住していた。冨士子夫人も真金町の出身。

## 行事
- 酉の市 - 毎年11月に行われる。横浜市無形民俗文化財に登録されている[16]。

## その他

### 日本郵便
- 郵便番号 : 232-0021[3]（集配局：横浜南郵便局[17]）

### 警察
町内の警察の管轄区域は以下の通りである。
| 番・番地等 | 警察署   | 交番・駐在所 |
| ---------- | -------- | ------------ |
| 全域       | 南警察署 | 浦舟町交番   |